# Anthroporraistes
Anthroporraistes oder Anthroporrhaistes (altgriechisch Ἀνθρωποῤῥαίστης Anthrōporrhaístēs, deutsch ‚Menschenzerschmetterer‘) ist eine Epiklese des griechischen Gottes Dionysos, mit der er auf Tenedos verehrt wurde.
Vom Kult des Dionysos Anthroporrhaistes ist bekannt, dass ihm zu Ehren eine trächtige Kuh geweiht wurde. Nach der Kalbung wurde sie wie eine Wöchnerin versorgt, wohingegen das neugeborene Kalb erst mit Kothurnen bekleidet und dann geschlachtet wurde. Der Schlächter wurde daraufhin mit Steinwürfen bis an die Küste der Insel getrieben.

## Nachweise
1. ↑  Claudius Aelianus, Varia historia 12,34